# 建安宮
建安宮位於泰國首都曼谷吞武里縣的一所道教寺廟，該廟由中國福建省華僑在吞武里王朝（鄭昭為暹羅皇帝）建築，手工精細的木建築，裡邊供奉觀音（องค์เจ้าแม่ กวนอิม）、關羽（เจ้าพ่อ กวนอู）的雕像；一座清朝道光廿八年戊申年（1848年）建造的銅鐘；其主殿正門橫額：『春滿福客』，對聯：「信籍感恩報德而建，茶華得蔭誠求則安」；其主殿左門橫額：『重慶』，對聯：「建峻宇仍承舊規，安寶座益壯新猷。」門口大大的開漳聖王四大字，更顯現神明的威嚴及霸氣，全國開漳聖王聯誼大會的最新年度接辦人。